# Hofkirchen an der Trattnach
Hofkirchen an der Trattnach est une commune autrichienne du district de Grieskirchen en Haute-Autriche.